# Le Temps de la longue patience
Le Temps de la longue patience est un roman de Michel Robida publié en 1946 aux éditions René Julliard et ayant reçu la même année le prix Femina.

## Éditions
- Le Temps de la longue patience, éditions René Julliard, 1946.